# أسامة الزيد
أسامة زيد عبد الحسين حسن الزيد (1978 -)، نائب في مجلس الأمة الكويتي.

## السيرة العملية والبرلمانية
شارك أسامة الزيد في انتخابات مجلس الأمة الكويتي 2020 وحصل على المركز الثاني عشر في الدائرة الانتخابية الاولى بـ 1,828 صوت ولم يحالفة الحظ بالفوز، كما شارك في انتخابات مجلس الأمة الكويتي 2022 وحصل على المركز الثالث ب 5,764 صوت وفاز بالانتخابات، ويعمل قطاع البتروكيماويات.

## السيرة الذاتية
- عمل لمدة 25 عاما في قطاع البتروكيماويات.[3]
- مدير التشغيل لقسم التعبئة والتخزين.
- خبير أول آليات العمل.
- شارك في العديد من المشاريع المختصة في رسم وتطوير وتعـديل آليات العمل والنظم الإدارية.
- لديه العديد من الدورات والشهادات المعتمدة من جهات في مجال عمله الفني والإداري.
- خبير في عمل دراسة تقدير احتياج المؤسسة من القوى العاملة.